# Campionato europeo maschile di pallavolo 1963
Il campionato europeo maschile di pallavolo 1963 si è svolto dal 21 ottobre al 2 novembre 1963 a Bucarest, Brașov, Cluj-Napoca e Târgu Mureș, in Romania: al torneo hanno partecipato diciassette squadre nazionali europee e la vittoria finale è andata per la prima volta alla Romania.

## Regolamento

### Formula
Le squadre hanno disputato una prima fase a gironi con formula del girone all'italiana; al termine della prima fase:
- Le prime due classificate di ogni girone hanno acceduto al girone per il primo posto, strutturato in un girone all'italiana, conservando i risultati dello scontro diretto.
- Le ultime due classificate del girone A, B e C e le ultime tre classificate del girone D hanno acceduto al girone per il nono posto, strutturato in un girone all'italiana, conservando i risultati dello scontro diretto.

### Criteri di classifica
Sono stati assegnati 2 punti alla squadra vincente e 1 a quella sconfitta.
L'ordine del posizionamento in classifica è stato definito in base a:
- Punti;
- Ratio dei set vinti/persi;
- Ratio dei punti realizzati/subiti;
- Risultati degli scontri diretti.

## Squadre partecipanti
| Squadra          | Qualificazione      | Ultima partecipazione |
| ---------------- | ------------------- | --------------------- |
| Austria          | -                   | Cecoslovacchia 1958   |
| Belgio           | -                   | Cecoslovacchia 1958   |
| Bulgaria         | -                   | Cecoslovacchia 1958   |
| Cecoslovacchia   | -                   | Cecoslovacchia 1958   |
| Danimarca        | -                   | Cecoslovacchia 1958   |
| Finlandia        | -                   | Cecoslovacchia 1958   |
| Francia          | -                   | Cecoslovacchia 1958   |
| Germania Est     | -                   | Cecoslovacchia 1958   |
| Germania Ovest   | -                   | Cecoslovacchia 1958   |
| Italia           | -                   | Cecoslovacchia 1958   |
| Jugoslavia       | -                   | Cecoslovacchia 1958   |
| Paesi Bassi      | -                   | Cecoslovacchia 1958   |
| Polonia          | -                   | Cecoslovacchia 1958   |
| Romania          | Paese organizzatore | Cecoslovacchia 1958   |
| Turchia          | -                   | Cecoslovacchia 1958   |
| Ungheria         | -                   | Cecoslovacchia 1958   |
| Unione Sovietica | -                   | Cecoslovacchia 1958   |

## Torneo

### Fase a gironi
| Girone A       | Girone B    | Girone C         | Girone D       |
| -------------- | ----------- | ---------------- | -------------- |
| Belgio         | Finlandia   | Austria          | Bulgaria       |
| Cecoslovacchia | Paesi Bassi | Germania Est     | Danimarca      |
| Italia         | Polonia     | Jugoslavia       | Francia        |
| Ungheria       | Romania     | Unione Sovietica | Germania Ovest |
| -              | -           | -                | Turchia        |

#### Girone A

##### Risultati
| 22 ottobre 1963 ?, Brașov Durata: ? - Spettatori: ? | Cecoslovacchia | 3 - 0 | Belgio         | 15-9, 15-3, 15-5                 |
| 23 ottobre 1963 ?, Brașov Durata: ? - Spettatori: ? | Ungheria       | 3 - 0 | Italia         | 15-11, 15-7, 15-13               |
| 23 ottobre 1963 ?, Brașov Durata: ? - Spettatori: ? | Italia         | 3 - 1 | Belgio         | 15-10, 9-15, 15-10, 15-10        |
| 23 ottobre 1963 ?, Brașov Durata: ? - Spettatori: ? | Ungheria       | 3 - 2 | Cecoslovacchia | 15-13, 15-12, 10-15, 14-16, 15-8 |
| 24 ottobre 1963 ?, Brașov Durata: ? - Spettatori: ? | Ungheria       | 3 - 0 | Belgio         | 15-3, 15-3, 15-9                 |
| 24 ottobre 1963 ?, Brașov Durata: ? - Spettatori: ? | Cecoslovacchia | 3 - 0 | Italia         | 15-1, 15-12, 15-10               |

##### Classifica
| Pos. | Squadra        | Pt | G | V | P | SV | SP | Ratio | PF  | PS  | Ratio |
| ---- | -------------- | -- | - | - | - | -- | -- | ----- | --- | --- | ----- |
| 1.   | Ungheria       | 6  | 3 | 3 | 0 | 9  | 2  | 4,500 | 159 | 110 | 1,445 |
| 2.   | Cecoslovacchia | 5  | 3 | 2 | 1 | 8  | 3  | 2,666 | 154 | 109 | 1,412 |
| 3.   | Italia         | 4  | 3 | 1 | 2 | 3  | 7  | 0,428 | 108 | 135 | 0,800 |
| 4.   | Belgio         | 3  | 3 | 0 | 3 | 1  | 9  | 0,111 | 77  | 144 | 0,534 |

      Qualificata al girone per il primo posto.
      Qualificata al girone per il nono posto.

#### Girone B

##### Risultati
| 22 ottobre 1963 ?, Bucarest Durata: ? - Spettatori: ? | Polonia     | 3 - 0 | Paesi Bassi | 15-12, 17-15, 15-9      |
| 23 ottobre 1963 ?, Bucarest Durata: ? - Spettatori: ? | Romania     | 3 - 0 | Finlandia   | 15-5, 15-0, 15-4        |
| 23 ottobre 1963 ?, Bucarest Durata: ? - Spettatori: ? | Paesi Bassi | 3 - 0 | Finlandia   | 15-2, 15-10, 15-9       |
| 23 ottobre 1963 ?, Bucarest Durata: ? - Spettatori: ? | Romania     | 3 - 0 | Polonia     | 15-9, 15-9, 15-11       |
| 24 ottobre 1963 ?, Bucarest Durata: ? - Spettatori: ? | Romania     | 3 - 1 | Paesi Bassi | 16-14, 15-8, 8-15, 15-6 |
| 24 ottobre 1963 ?, Bucarest Durata: ? - Spettatori: ? | Polonia     | 3 - 0 | Finlandia   | 15-5, 15-5, 15-6        |

##### Classifica
| Pos. | Squadra     | Pt | G | V | P | SV | SP | Ratio | PF  | PS  | Ratio |
| ---- | ----------- | -- | - | - | - | -- | -- | ----- | --- | --- | ----- |
| 1.   | Romania     | 6  | 3 | 3 | 0 | 9  | 1  | 9,000 | 144 | 81  | 1,777 |
| 2.   | Polonia     | 5  | 3 | 2 | 1 | 6  | 3  | 2,000 | 121 | 97  | 1,247 |
| 3.   | Paesi Bassi | 4  | 3 | 1 | 2 | 4  | 6  | 0,666 | 124 | 122 | 1,016 |
| 4.   | Finlandia   | 3  | 3 | 0 | 3 | 0  | 9  | 0,000 | 46  | 135 | 0,340 |

      Qualificata al girone per il primo posto.
      Qualificata al girone per il nono posto.

#### Girone C

##### Risultati
| 22 ottobre 1963 ?, Cluj-Napoca Durata: ? - Spettatori: ? | Jugoslavia       | 3 - 1 | Germania Est     | 15-13, 15-12, 11-15, 15-7       |
| 22 ottobre 1963 ?, Cluj-Napoca Durata: ? - Spettatori: ? | Unione Sovietica | 3 - 0 | Austria          | 15-1, 15-5, 15-3                |
| 23 ottobre 1963 ?, Cluj-Napoca Durata: ? - Spettatori: ? | Jugoslavia       | 2 - 3 | Unione Sovietica | 8-15, 9-15, 15-10, 15-9, 11-15  |
| 23 ottobre 1963 ?, Cluj-Napoca Durata: ? - Spettatori: ? | Germania Est     | 3 - 0 | Austria          | 15-5, 15-2, 15-9                |
| 24 ottobre 1963 ?, Cluj-Napoca Durata: ? - Spettatori: ? | Jugoslavia       | 3 - 0 | Austria          | 15-3, 15-1, 15-0                |
| 24 ottobre 1963 ?, Cluj-Napoca Durata: ? - Spettatori: ? | Germania Est     | 3 - 2 | Unione Sovietica | 11-15, 11-15, 15-10, 15-8, 15-8 |

##### Classifica
| Pos. | Squadra          | Pt | G | V | P | SV | SP | Ratio | PF  | PS  | Ratio |
| ---- | ---------------- | -- | - | - | - | -- | -- | ----- | --- | --- | ----- |
| 1.   | Jugoslavia       | 5  | 3 | 2 | 1 | 8  | 4  | 2,000 | 159 | 115 | 1,382 |
| 2.   | Unione Sovietica | 5  | 3 | 2 | 1 | 8  | 5  | 1,600 | 165 | 134 | 1,231 |
| 3.   | Germania Est     | 5  | 3 | 2 | 1 | 7  | 5  | 1,400 | 159 | 128 | 1,242 |
| 4.   | Austria          | 3  | 3 | 1 | 3 | 0  | 9  | 0,000 | 29  | 135 | 0,214 |

      Qualificata al girone per il primo posto.
      Qualificata al girone per il nono posto.

#### Girone D

##### Risultati
| 21 ottobre 1963 ?, Târgu Mureș Durata: ? - Spettatori: ? | Bulgaria       | 3 - 0 | Germania Ovest | 15-2, 15-6, 15-0               |
| 21 ottobre 1963 ?, Târgu Mureș Durata: ? - Spettatori: ? | Francia        | 3 - 2 | Turchia        | 13-15, 15-8, 14-16, 15-5, 15-9 |
| 22 ottobre 1963 ?, Târgu Mureș Durata: ? - Spettatori: ? | Turchia        | 3 - 0 | Danimarca      | 15-5, 15-1, 15-5               |
| 22 ottobre 1963 ?, Târgu Mureș Durata: ? - Spettatori: ? | Bulgaria       | 3 - 0 | Francia        | 15-8, 15-2, 15-5               |
| 23 ottobre 1963 ?, Târgu Mureș Durata: ? - Spettatori: ? | Germania Ovest | 3 - 0 | Danimarca      | 15-10, 15-13, 15-11            |
| 23 ottobre 1963 ?, Târgu Mureș Durata: ? - Spettatori: ? | Bulgaria       | 3 - 0 | Turchia        | 15-4, 15-10, 15-11             |
| 24 ottobre 1963 ?, Târgu Mureș Durata: ? - Spettatori: ? | Bulgaria       | 3 - 0 | Danimarca      | 15-3, 15-6, 15-2               |
| 24 ottobre 1963 ?, Târgu Mureș Durata: ? - Spettatori: ? | Francia        | 3 - 0 | Germania Ovest | 15-5, 15-7, 15-7               |
| 25 ottobre 1963 ?, Târgu Mureș Durata: ? - Spettatori: ? | Francia        | 3 - 0 | Danimarca      | 15-5, 15-11, 15-7              |
| 25 ottobre 1963 ?, Târgu Mureș Durata: ? - Spettatori: ? | Turchia        | 3 - 0 | Germania Ovest | 15-3, 15-8, 15-3               |

##### Classifica
| Pos. | Squadra        | Pt | G | V | P | SV | SP | Ratio | PF  | PS  | Ratio |
| ---- | -------------- | -- | - | - | - | -- | -- | ----- | --- | --- | ----- |
| 1.   | Bulgaria       | 8  | 4 | 4 | 0 | 12 | 0  | MAX   | 180 | 59  | 3,050 |
| 2.   | Francia        | 7  | 4 | 3 | 1 | 9  | 5  | 1,800 | 177 | 140 | 1,264 |
| 3.   | Turchia        | 6  | 4 | 2 | 2 | 8  | 6  | 1,333 | 168 | 142 | 1,183 |
| 4.   | Germania Ovest | 5  | 4 | 1 | 3 | 3  | 9  | 0,333 | 86  | 169 | 0,508 |
| 5.   | Danimarca      | 4  | 4 | 0 | 4 | 0  | 12 | 0,000 | 79  | 180 | 0,438 |

      Qualificata al girone per il primo posto.
      Qualificata al girone per il nono posto.

### Fase finale

#### Girone 1º posto

##### Risultati
| 26 ottobre 1963 ?, Bucarest Durata: ? - Spettatori: ?  | Jugoslavia       | 0 - 3 | Romania          | 6-15, 11-15, 8-15                 |
| 26 ottobre 1963 ?, Bucarest Durata: ? - Spettatori: ?  | Unione Sovietica | 3 - 0 | Francia          | 15-6, 15-10, 15-12                |
| 26 ottobre 1963 ?, Bucarest Durata: ? - Spettatori: ?  | Bulgaria         | 3 - 1 | Polonia          | 15-3, 12-15, 15-13, 15-8          |
| 27 ottobre 1963 ?, Bucarest Durata: ? - Spettatori: ?  | Jugoslavia       | 0 - 3 | Bulgaria         | 7-15, 6-15, 13-15                 |
| 27 ottobre 1963 ?, Bucarest Durata: ? - Spettatori: ?  | Polonia          | 3 - 2 | Cecoslovacchia   | 11-15, 15-11, 7-15, 15-8, 15-10   |
| 27 ottobre 1963 ?, Bucarest Durata: ? - Spettatori: ?  | Romania          | 3 - 2 | Unione Sovietica | 8-15, 15-7, 15-13, 13-15, 15-8    |
| 27 ottobre 1963 ?, Bucarest Durata: ? - Spettatori: ?  | Ungheria         | 3 - 0 | Francia          | 16-14, 15-7, 15-5                 |
| 28 ottobre 1963 ?, Bucarest Durata: ? - Spettatori: ?  | Jugoslavia       | 1 - 3 | Polonia          | 12-15, 9-15, 15-7, 12-15          |
| 28 ottobre 1963 ?, Bucarest Durata: ? - Spettatori: ?  | Unione Sovietica | 3 - 2 | Bulgaria         | 6-15, 15-4, 4-15, 15-2, 15-7      |
| 28 ottobre 1963 ?, Bucarest Durata: ? - Spettatori: ?  | Romania          | 3 - 0 | Ungheria         | 15-11, 15-3, 15-7                 |
| 28 ottobre 1963 ?, Bucarest Durata: ? - Spettatori: ?  | Cecoslovacchia   | 3 - 0 | Francia          | 15-10, 15-4, 15-11                |
| 29 ottobre 1963 ?, Bucarest Durata: ? - Spettatori: ?  | Polonia          | 3 - 1 | Francia          | 15-12, 10-15, 15-10, 15-5         |
| 29 ottobre 1963 ?, Bucarest Durata: ? - Spettatori: ?  | Ungheria         | 3 - 1 | Bulgaria         | 13-15, 15-4, 15-8, 15-6           |
| 29 ottobre 1963 ?, Bucarest Durata: ? - Spettatori: ?  | Romania          | 3 - 1 | Cecoslovacchia   | 15-9, 4-15, 15-5, 15-11           |
| 31 ottobre 1963 ?, Bucarest Durata: ? - Spettatori: ?  | Jugoslavia       | 1 - 3 | Ungheria         | 9-15, 7-15, 15-9, 7-15            |
| 31 ottobre 1963 ?, Bucarest Durata: ? - Spettatori: ?  | Romania          | 3 - 0 | Francia          | 15-4, 15-5, 15-11                 |
| 31 ottobre 1963 ?, Bucarest Durata: ? - Spettatori: ?  | Unione Sovietica | 3 - 2 | Polonia          | 8-15, 15-4, 15-6, 10-15, 15-8     |
| 31 ottobre 1963 ?, Bucarest Durata: ? - Spettatori: ?  | Bulgaria         | 3 - 2 | Cecoslovacchia   | 16-18, 15-9, 13-15, 15-12, 15-11  |
| 1º novembre 1963 ?, Bucarest Durata: ? - Spettatori: ? | Jugoslavia       | 0 - 3 | Cecoslovacchia   | 4-15, 2-15, 14-16                 |
| 1º novembre 1963 ?, Bucarest Durata: ? - Spettatori: ? | Unione Sovietica | 3 - 1 | Ungheria         | 15-8, 7-15, 15-13, 15-3           |
| 2 novembre 1963 ?, Bucarest Durata: ? - Spettatori: ?  | Jugoslavia       | 3 - 2 | Francia          | 15-8, 12-15, 10-15, 15-13, 15-6   |
| 2 novembre 1963 ?, Bucarest Durata: ? - Spettatori: ?  | Romania          | 3 - 1 | Bulgaria         | 8-15, 15-11, 15-8, 15-11          |
| 2 novembre 1963 ?, Bucarest Durata: ? - Spettatori: ?  | Cecoslovacchia   | 3 - 0 | Unione Sovietica | 11-15, 17-15, 12-15, 15-12, 15-13 |
| 2 novembre 1963 ?, Bucarest Durata: ? - Spettatori: ?  | Ungheria         | 3 - 0 | Polonia          | 15-7, 15-8, 15-12                 |

##### Classifica
| Pos. | Squadra          | Pt | G | V | P | SV | SP | Ratio | PF  | PS  | Ratio |
| ---- | ---------------- | -- | - | - | - | -- | -- | ----- | --- | --- | ----- |
| 1.   | Romania          | 14 | 7 | 7 | 0 | 21 | 4  | 5,250 | 348 | 238 | 1,462 |
| 2.   | Ungheria         | 12 | 7 | 5 | 2 | 16 | 10 | 1,600 | 332 | 285 | 1,164 |
| 3.   | Unione Sovietica | 12 | 7 | 5 | 2 | 19 | 13 | 1,461 | 407 | 352 | 1,156 |
| 4.   | Bulgaria         | 11 | 7 | 4 | 3 | 16 | 12 | 1,333 | 342 | 311 | 1,099 |
| 5.   | Cecoslovacchia   | 10 | 7 | 3 | 4 | 16 | 14 | 1,142 | 389 | 380 | 1,023 |
| 6.   | Polonia          | 10 | 7 | 3 | 4 | 12 | 16 | 0,750 | 313 | 359 | 0,871 |
| 7.   | Jugoslavia       | 8  | 7 | 1 | 6 | 7  | 20 | 0,350 | 292 | 363 | 0,804 |
| 8.   | Francia          | 7  | 7 | 0 | 7 | 3  | 21 | 0,142 | 213 | 348 | 0,612 |

#### Girone 9º posto

##### Risultati
| 26 ottobre 1963 ?, Cluj-Napoca Durata: ? - Spettatori: ?  | Italia         | 3 - 0 | Danimarca      | 15-2, 15-3, 15-5                |
| 26 ottobre 1963 ?, Cluj-Napoca Durata: ? - Spettatori: ?  | Turchia        | 3 - 0 | Austria        | 15-5, 15-3, 15-0                |
| 26 ottobre 1963 ?, Cluj-Napoca Durata: ? - Spettatori: ?  | Germania Est   | 3 - 0 | Finlandia      | 15-2, 15-3, 15-3                |
| 26 ottobre 1963 ?, Cluj-Napoca Durata: ? - Spettatori: ?  | Paesi Bassi    | 3 - 0 | Belgio         | 15-4, 15-12, 17-15              |
| 27 ottobre 1963 ?, Cluj-Napoca Durata: ? - Spettatori: ?  | Belgio         | 3 - 0 | Germania Ovest | 15-10, 15-5, 15-8               |
| 27 ottobre 1963 ?, Cluj-Napoca Durata: ? - Spettatori: ?  | Finlandia      | 3 - 0 | Austria        | 15-3, 15-7, 15-6                |
| 27 ottobre 1963 ?, Cluj-Napoca Durata: ? - Spettatori: ?  | Germania Est   | 3 - 0 | Italia         | 17-15, 15-4, 15-6               |
| 28 ottobre 1963 ?, Cluj-Napoca Durata: ? - Spettatori: ?  | Germania Est   | 3 - 0 | Danimarca      | 15-0, 15-1, 15-1                |
| 28 ottobre 1963 ?, Cluj-Napoca Durata: ? - Spettatori: ?  | Italia         | 3 - 2 | Paesi Bassi    | 13-15, 8-15, 15-13, 15-8, 15-11 |
| 28 ottobre 1963 ?, Cluj-Napoca Durata: ? - Spettatori: ?  | Finlandia      | 3 - 1 | Germania Ovest | 15-9, 9-15, 15-8, 15-12         |
| 28 ottobre 1963 ?, Cluj-Napoca Durata: ? - Spettatori: ?  | Turchia        | 3 - 1 | Belgio         | 11-15, 15-12, 15-13, 17-15      |
| 29 ottobre 1963 ?, Cluj-Napoca Durata: ? - Spettatori: ?  | Germania Est   | 3 - 0 | Belgio         | 15-5, 15-5, 15-1                |
| 29 ottobre 1963 ?, Cluj-Napoca Durata: ? - Spettatori: ?  | Paesi Bassi    | 3 - 0 | Danimarca      | 15-4, 15-8, 15-3                |
| 29 ottobre 1963 ?, Cluj-Napoca Durata: ? - Spettatori: ?  | Turchia        | 3 - 0 | Finlandia      | 15-9, 15-9, 15-8                |
| 29 ottobre 1963 ?, Cluj-Napoca Durata: ? - Spettatori: ?  | Germania Ovest | 3 - 1 | Austria        | 15-8, 7-15, 15-12, 15-7         |
| 30 ottobre 1963 ?, Cluj-Napoca Durata: ? - Spettatori: ?  | Belgio         | 3 - 0 | Austria        | 15-5, 15-3, 15-2                |
| 30 ottobre 1963 ?, Cluj-Napoca Durata: ? - Spettatori: ?  | Italia         | 3 - 1 | Turchia        | 15-17, 20-18, 16-14, 15-12      |
| 30 ottobre 1963 ?, Cluj-Napoca Durata: ? - Spettatori: ?  | Germania Est   | 3 - 0 | Paesi Bassi    | 15-11, 15-11, 15-10             |
| 31 ottobre 1963 ?, Cluj-Napoca Durata: ? - Spettatori: ?  | Italia         | 3 - 0 | Germania Ovest | 15-6, 15-5, 15-11               |
| 31 ottobre 1963 ?, Cluj-Napoca Durata: ? - Spettatori: ?  | Turchia        | 3 - 1 | Paesi Bassi    | 15-13, 16-14, 12-15, 17-15      |
| 31 ottobre 1963 ?, Cluj-Napoca Durata: ? - Spettatori: ?  | Belgio         | 3 - 0 | Finlandia      | 15-5, 15-7, 15-10               |
| 31 ottobre 1963 ?, Cluj-Napoca Durata: ? - Spettatori: ?  | Austria        | 3 - 0 | Danimarca      | 15-3, 15-12, 16-14              |
| 1º novembre 1963 ?, Cluj-Napoca Durata: ? - Spettatori: ? | Paesi Bassi    | 3 - 0 | Germania Ovest | 15-3, 15-6, 15-11               |
| 1º novembre 1963 ?, Cluj-Napoca Durata: ? - Spettatori: ? | Italia         | 3 - 0 | Austria        | 15-4, 15-1, 15-7                |
| 1º novembre 1963 ?, Cluj-Napoca Durata: ? - Spettatori: ? | Germania Est   | 3 - 0 | Turchia        | 15-5, 15-5, 16-14               |
| 1º novembre 1963 ?, Cluj-Napoca Durata: ? - Spettatori: ? | Finlandia      | 3 - 0 | Danimarca      | 15-4, 15-0, 15-12               |
| 2 novembre 1963 ?, Cluj-Napoca Durata: ? - Spettatori: ?  | Italia         | 3 - 1 | Finlandia      | 15-3, 15-13, 7-15, 15-7         |
| 2 novembre 1963 ?, Cluj-Napoca Durata: ? - Spettatori: ?  | Germania Est   | 3 - 0 | Germania Ovest | 15-2, 15-0, 15-2                |
| 2 novembre 1963 ?, Cluj-Napoca Durata: ? - Spettatori: ?  | Belgio         | 3 - 0 | Danimarca      | 15-8, 15-6, 15-7                |
| 2 novembre 1963 ?, Cluj-Napoca Durata: ? - Spettatori: ?  | Paesi Bassi    | 3 - 0 | Austria        | 15-3, 15-1, 15-5                |

##### Classifica
| Pos. | Squadra        | Pt | G | V | P | SV | SP | Ratio | PF  | PS  | Ratio |
| ---- | -------------- | -- | - | - | - | -- | -- | ----- | --- | --- | ----- |
| 1.   | Germania Est   | 16 | 8 | 8 | 0 | 24 | 0  | MAX   | 363 | 122 | 2,975 |
| 2.   | Italia         | 15 | 8 | 7 | 1 | 21 | 8  | 2,625 | 398 | 297 | 1,340 |
| 3.   | Turchia        | 14 | 8 | 6 | 2 | 19 | 8  | 2,375 | 383 | 283 | 1,353 |
| 4.   | Paesi Bassi    | 13 | 8 | 5 | 3 | 18 | 9  | 2,000 | 378 | 267 | 1,415 |
| 5.   | Belgio         | 12 | 8 | 4 | 4 | 14 | 12 | 1,166 | 322 | 280 | 1,150 |
| 6.   | Finlandia      | 11 | 8 | 3 | 5 | 10 | 16 | 0,625 | 259 | 308 | 0,840 |
| 7.   | Germania Ovest | 10 | 8 | 2 | 6 | 7  | 19 | 0,368 | 224 | 355 | 0,631 |
| 8.   | Austria        | 9  | 8 | 1 | 7 | 4  | 21 | 0,190 | 159 | 351 | 0,453 |
| 9.   | Danimarca      | 8  | 8 | 0 | 8 | 0  | 24 | 0,000 | 138 | 361 | 0,382 |

## Classifica finale
| Pos | Squadra          | Qualificazione                                         |
| --- | ---------------- | ------------------------------------------------------ |
|     | Romania          |                                                        |
|     | Ungheria         | Giochi della XVIII Olimpiade                           |
|     | Unione Sovietica |                                                        |
| 4   | Bulgaria         |                                                        |
| 5   | Cecoslovacchia   |                                                        |
| 6   | Polonia          |                                                        |
| 7   | Jugoslavia       |                                                        |
| 8   | Francia          | Qualificazioni europee ai Giochi della XVIII Olimpiade |
| 9   | Germania Est     |                                                        |
| 10  | Italia           | Qualificazioni europee ai Giochi della XVIII Olimpiade |
| 11  | Turchia          | Qualificazioni europee ai Giochi della XVIII Olimpiade |
| 12  | Paesi Bassi      | Qualificazioni europee ai Giochi della XVIII Olimpiade |
| 13  | Belgio           |                                                        |
| 14  | Finlandia        |                                                        |
| 15  | Germania Ovest   |                                                        |
| 16  | Austria          |                                                        |
| 17  | Danimarca        |                                                        |